# Арена Монбат Русе
„ОЗК Арена Русе“ е мултифункционална зала в Русе, България.
Броят на местата за сядане по трибуните е 5100. При концерти капацитетът на залата може да достигне до 6300 седящи места. Намира се в непосредствена близост до Градския стадион и на 1,5 km от Централна железопътна гара Русе. Първоначалното име е Арена Русе, а правата за името са закупени от Булстрад за три години. Правата за името изтичат в края на 2017 година и от началото на 2018 година, залата възвръща първоначалното си име – Арена Русе..
От началото на юли 2018 г. залата носи името „Арена Монбат Русе“. Подписаният договор за генерално спонсорство е за срок от две години, с опция за продължение с още една. От август 2019 г. основен спонсор на залата става ОЗК-Застраховане за 3 години, като тя започва да носи името „ОЗК Арена Русе“.

## История
Проектът на залата е започнат през 1972 г., а самият строеж през 1976 г.  като строителството е било периодично спирано и възобновявано.
Работата по доизграждането на замразения строеж е била възобновена през 2007 година, след публично-частно партньорство между Община Русе и частен инвеститор, които са подписали дългосрочен договор за сътрудничество и съвместна реализация на проект.
Община Русе закупува подземния паркинг на площ от 40 декара за 9 милиона лева с помощта на държавния бюджет на Република България.
Залата е официално открита на 23 юли 2015 г. в присъствието на министър-председателя на Република България Бойко Борисов и други министри от правителството, а също така осветена от Русенския митрополит Наум.
- Снимки от различна перспектива

В края на 2018 г. държавата придобива мажоритарен брой акции от капитала на „Арена Русе“ АД, чрез държавното дружество „Национална спортна база“ ЕАД.

## Функционалност
- 5100 комфортни седящи места, от които 100 премиум седалки
- 1200 седящи места на терен при концертни прояви.
- 3000 правостоящи на терен при концертни прояви.
- Места за журналисти – според вида на събитието.
- 6 луксозни ВИП ложи с прилежащ ред от по 12 луксозни места, всяка една.
- 1 президентска ложа с прилежащи 43 луксозни места и 3 сепарирани помещения.
- 1 Основна зала с разглобяема дървена настилка Level 1 – FIBA approved (волейбол, баскетбол, хандбал, бадминтон).
- 2 тренировъчни зали със сертифицирана настилка от FIVB, IHF, FIBA.